# Solo (court métrage)
Pour les articles homonymes, voir Solo.
Pour plus de détails, voir Fiche technique et Distribution.
Solo (Соло) est un film soviétique réalisé par Konstantin Lopouchanski, sorti en 1980,.

## Fiche technique
- Photographie : Anatoli Lapchov
- Musique : Evgeni Irchai
- Décors : Vladimir Svetozarov